# Municipio de Monroe (condado de Nodaway)
El municipio de Monroe (en inglés: Monroe Township) es un municipio ubicado en el condado de Nodaway en el estado estadounidense de Misuri. En el año 2010 tenía una población de 419 habitantes y una densidad poblacional de 3,66 personas por km².

## Geografía
El municipio de Monroe se encuentra ubicado en las coordenadas 40°17′22″N 95°4′30″O / 40.28944, -95.07500. Según la Oficina del Censo de los Estados Unidos, el municipio tiene una superficie total de 114.46 km², de la cual 114,37 km² corresponden a tierra firme y (0,08 %) 0,09 km² es agua.

## Demografía
Según el censo de 2010, había 419 personas residiendo en el municipio de Monroe. La densidad de población era de 3,66 hab./km². De los 419 habitantes, el municipio de Monroe estaba compuesto por el 99,52 % blancos, el 0,24 % eran amerindios y el 0,24 % eran de una mezcla de razas. Del total de la población el 0 % eran hispanos o latinos de cualquier raza.